# Teraje

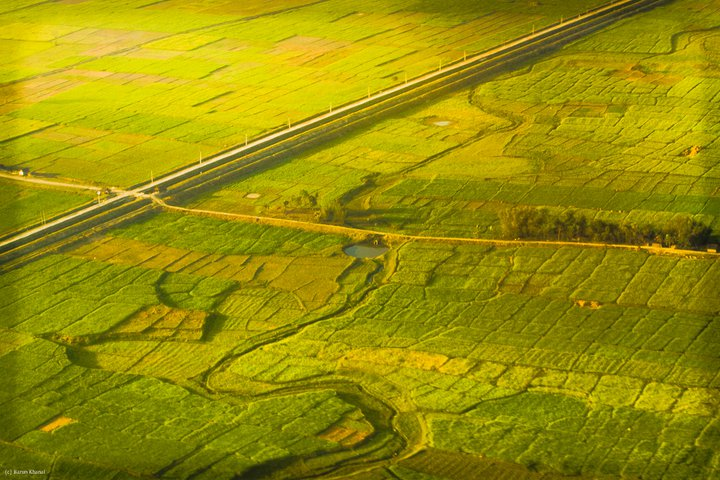
Krajina v jižním Nepálu z letadla

Teraje (z hindského तराई tarāī = úpatí, podhůří) popisované kdysi jako močálovitá nížina (viz literatura), se rozprostírají na pomezí Nepálu a Indie. S nadmořskou výškou do 300 metrů tvoří rovinatou krajinu, na kterou navazuje předhůří Himálaje. Jsou částečně porostlé tropickou džunglí, v níž dominuje pětikřídlec silný (Shorea robusta, sal). Domorodí obyvatelé z národa Tharu mají dědičně vyvinutou imunitu proti malárii. Díky sprašovitým naplaveninám z Himálají je zdejší půda velmi úrodná – pěstuje se rýže, obilí, juta a cukrová třtina. Nejdůležitějším městem terají je Janakpur, význam duchovní a náboženský má také Lumbiní, rodiště Siddhárthy Gautamy, historického Buddhy.